# Veit Hans Schnorr

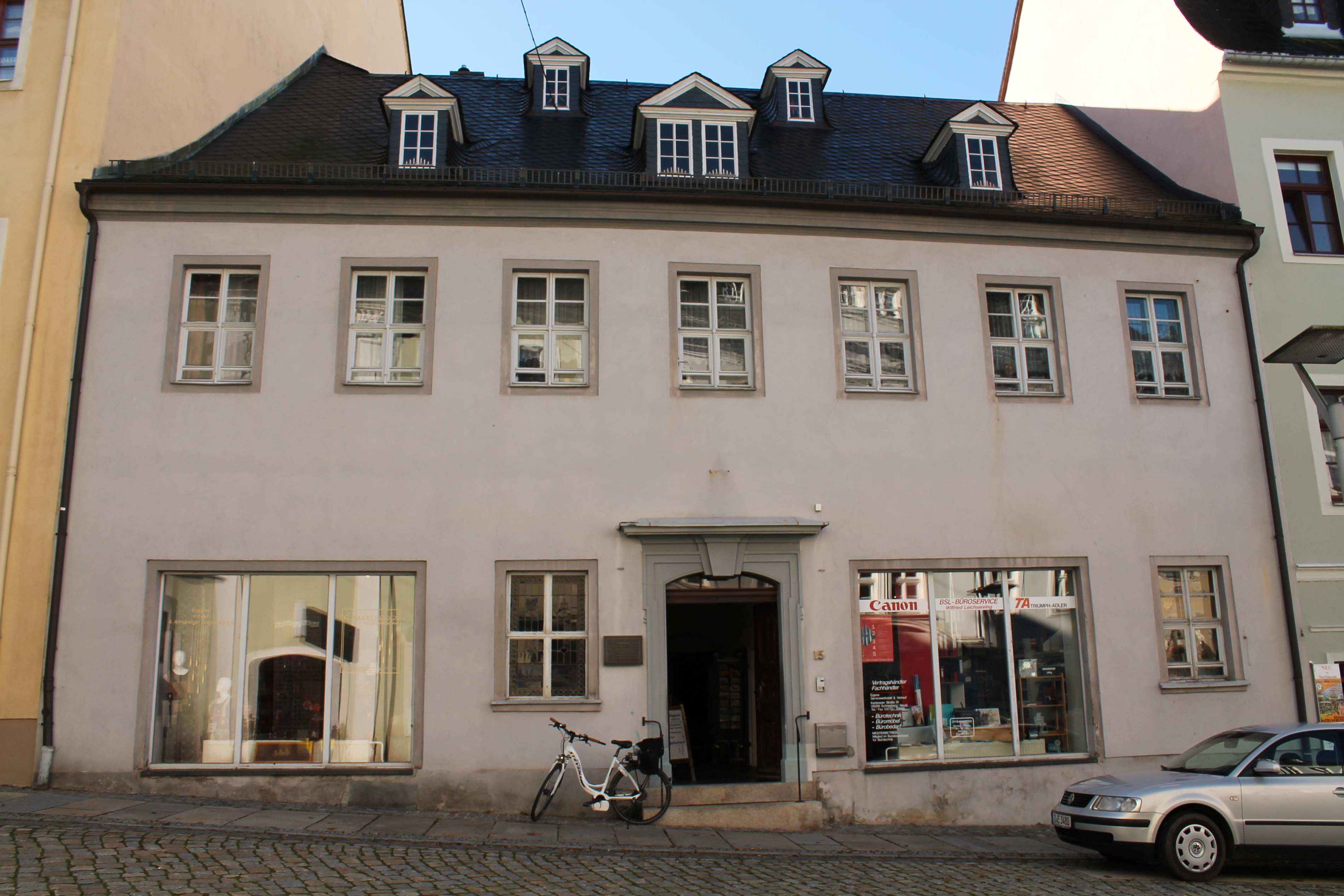
Stammhaus der Schnorr von Carolsfeld in Schneeberg

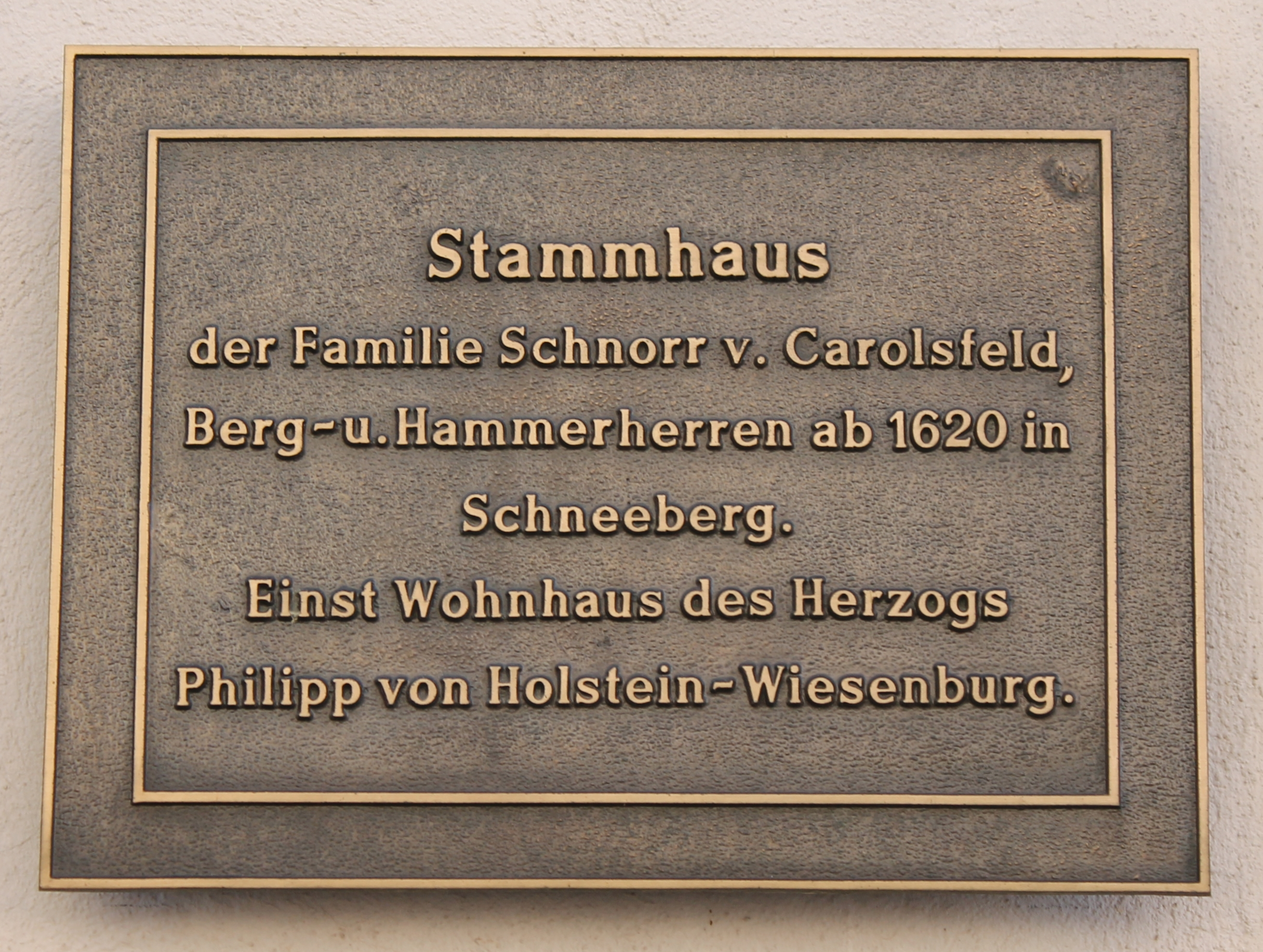
Tafel

Veit Hans Schnorr (* 1614 in Wiesenburg; † 1664 in Wien) war ein Hammerherr in Sachsen.
Der Sohn des Wiesenburger Schössers und späteren Schneeberger Stadtrichters Johannes Schnorr und dessen dritter Ehefrau Sabina Nitzsch aus Schneeberg gründete in Niederpfannenstiel das erste größere sächsische Blaufarbenwerk zur Herstellung von Kobalt- und Wismutverbindungen, wofür er am 20. Februar 1635 ein Privileg durch den Grafen von Schönburg erhielt. Aus diesem Werk entstand durch die spätere Verarbeitung von Nickel und Kupfer die Nickelhütte Aue.
Neben seiner Tätigkeit als „Cobald-Contrahent“, wie es in zeitgenössischen Schriften heißt, war er auch als Handelsmann in Schneeberg und als Hammerherr des Auerhammers tätig. 1634 erwarb er gemeinsam mit Zacharias Schoppel für 1000 Gulden den zerstörten Hammer und setzte ihn wieder in Betrieb.

1648 wurde er auf dem Rückweg von Leipzig gen Russland verschleppt und als Bergbaukundiger in den dortigen Bergwerken eingesetzt. Erst nach 16 Jahren konnte er entkommen. Auf der Heimreise starb er 1664 in Wien. In Christian Meltzers Schneeberger Stadtchronik findet sich eine Schilderung der Ereignisse: 

„Als er an. 1648 seiner Verrichtung und Handlung halber nacher Leipzig gereiset und nach verrichteten Sachen von dar sich wieder wegbegeben, hat man keine Nachricht haben können, wo er damahls hingekommen, biß er endlich an.[no] 1664 nach 16 Jahren nacher Wien kommen und daselbst nachrichtlich vermeldet, wie er durch eine feindliche Parthey in Preussen, Pohlen und von dar in Moscau gebracht, daselbst aber wegen seiner Berg-Erfahrenheit vom Groß-Czaar wohl gehalten und zu dessen Bergwercken an den Astrachanischen Grentzen gebrauchet und (nach damahliger Rußischer Gewohnheit) nicht wieder loß- und heraus gelassen worden, biß er in einem Tartarischen Einfall mit gefänglich weggekommen und nach etlichen Jahren nach erlangter Freyheit durch Wallachey, Siebenbürgen und Ungarn zu Wien angelanget, allwo er uff der Heim-Reise vom Tod übereilet worden.“

1636 hatte er die Schneeberger Handwerkerstochter Rosina Hübner (1618–1679) geheiratet, mit der er fünf Kinder hatte. Während ihr Ehemann in Russland verschollen war, betrieb sie die Werke weiter. Nach seinem Tod verkaufte sie 1665 den Auerhammer an ihren Sohn Veit Hans Schnorr d. J.